# Aussichtsturm Hochwacht (Albis)
Der Hochwachtturm ist ein 33,15 Meter hoher Aussichtsturm der Gemeinde Langnau am Albis in der Schweiz. Er steht auf der 877 m ü. M. hohen Hochwacht, die bis zum Bau des Aussichtsturms noch Schnabel genannt wurde. Heute trägt die ehemals Schlossbühl genannte Erhebung nur wenig südöstlich den Namen Schnabel, auf der sich auch die Ruine der Schnabelburg befindet.

## Geschichte
Die Hochwacht war ab 1624 Teil des Alarmsystems des Kantons Zürich, das aus 23 Wachposten an Orten mit guter Übersicht bestand. Durch Feuer in der Nacht oder Rauch tagsüber konnte innerhalb von 15 Minuten der ganze Kanton über Angreifer informiert werden.
Nach 1812 wurden die Wachposten des ganzen Systems aufgegeben und 1978 wurde der Aussichtsturm erbaut.

## Aufstieg
Die Aussichtsplattform erreicht man über 152 Treppenstufen und 2 Zwischenpodeste.
| Treppen |

## Aussichtsplattform
Die Aussichtsplattform in 30 Meter Höhe bietet eine Sitzgelegenheit. Der Aussichtsturm gewährt einen 360 Grad Rundumblick. Zu sehen sind diverse Seen sowie das Alpenpanorama vom Säntis bis zu den Berner Alpen.
| Aussichtsplattform |

## Rund um den Turm
Neben diversen Grillstellen gibt es einen kleinen Pavillon, der beim Bau des Aussichtsturms renoviert wurde.

## Anreise
Vom Albispass erreicht man den Aussichtsturm zu Fuss in ca. 30 Minuten. Die Anreise von Tüfenbach her ist rund 1 Kilometer lang und führt über die Pfisterbodenstrasse, die anfangs als Feldweg ausgebaut ist. Am Waldrand endet der Feldweg und es führt ein Pfad fast bis zur Schnabelburg. Kurz vorher kreuzt er sich mit dem Ringweg, der direkt zur Aussichtsplattform führt.